# Isanthrene monticola
Isanthrene monticola là một loài bướm đêm thuộc phân họ Arctiinae, họ Erebidae.